# Forneys Creek (Carolina do Norte)
Localização da Carolina do Norte nos E.U.A.
Forneys Creek é um território não organizado  localizado no  condado de Swain no estado estadounidense da Carolina do Norte. No ano 2010 tinha uma população de 11 habitantes.

## Geografia
O território de Forneys Creek encontra-se localizado nas coordenadas 35° 30′ 05,6″ N, 83° 40′ 11,52″ O.